# Elizabeth City State University Bay
Die Elizabeth City State University Bay an der Walgreen-Küste des westantarktischen Marie-Byrd-Lands ist eine Bucht an der Südseite der Canisteo-Halbinsel am östlichen Ende der Amundsen-See. Sie liegt 20 km nördlich der Suchland-Inseln und etwa 30 km nordnordwestlich der Cranton Bay.
Das Advisory Committee on Antarctic Names benannte sie 2012 nach der Elizabeth City State University, einem der Standorte der University of North Carolina, von der Studenten in einem Forschungsprojekt die Veränderungen der Eisdicke in der Amundsensee untersucht hatten.